# Айкым
Айкым (каз. Айқым) — село в Карасайском районе Алматинской области Казахстана. Входит в состав Ушконырского сельского округа. Код КАТО — 195259200.

## Население
В 1999 году население села составляло 19 человек (13 мужчин и 6 женщин). По данным переписи 2009 года, в селе проживало 88 человек (42 мужчины и 46 женщин).